# Catocala obsoleta
Catocala obsoleta är en fjärilsart som beskrevs av Richard Dane Worthington 1883. Catocala obsoleta ingår i släktet Catocala och familjen nattflyn. Inga underarter finns listade i Catalogue of Life.